# Hush Arbors

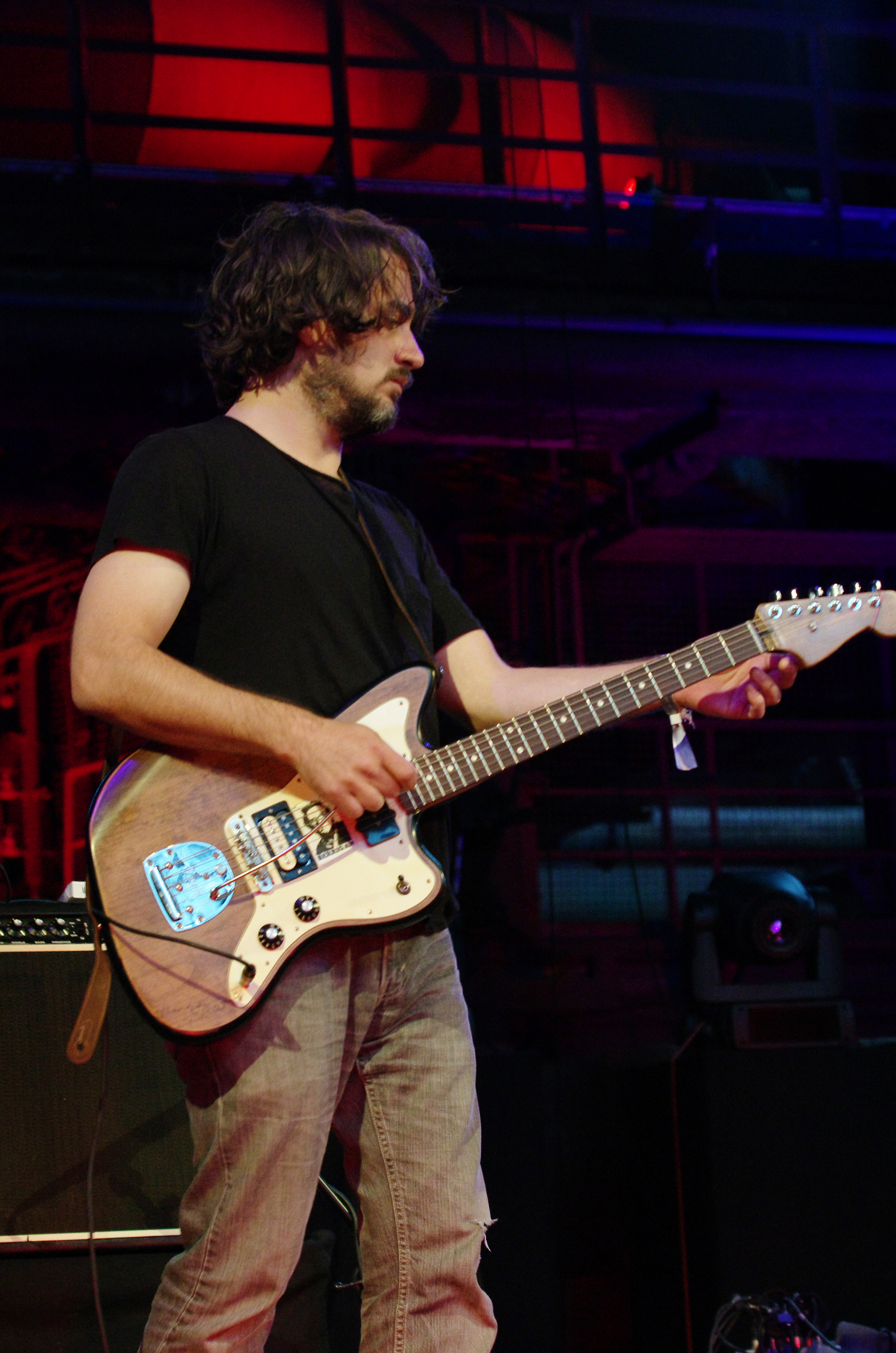
Keith Wood, 2013

Hush Arbors ist das musikalische Hauptprojekt des amerikanischen Folk-Sängers und Gitarristen Keith Wood. Weitere Mitglieder sind der Schlagzeuger Alex Neilson und der Gitarrist Leon Duffici. Vergleichbar mit befreundeten Bands wie Six Organs of Admittance vermischt Wood traditionellen amerikanischen Folk und Country mit Elementen der Drone- und Psychedelic-Musik. Sein Gesang wurde bereits mit Neil Young verglichen, sein Gitarrenspiel erinnert z. T. an John Fahey. 
Neben den Veröffentlichungen der Band spielt Wood regelmäßig in den Bands Six Organs of Admittance, Pantaleimon, Wooden Wand and the Vanishing Voice, Sunburned Hand of the Man, Zodiacs, Golden Oaks, Totem sowie mit Thurston Moore in dessen Projekt Chelsea Light Moving. 
Hush Arbors sind häufig auf Konzerttournee, u. a. mit anderen Musikern wie James Blackshaw, Espers, Current 93, Baby Dee und Voice of the Seven Woods.

## Diskografie
- If There Be Spirits Let Them Come [3"CDR] (foxglove)
- Hush Arbors [CDR] (Digitalis)
- Since We Have Fallen [CDR] (Digitalis)
- Under Bent Limb Trees [CD] (Digitalis)
- Death Calligraphy [3"CDR] (mymwly)
- Cleaning the Bone [3"CDR] (267 lattajjaa)
- Since We Have Fallen [LP] Reissue (Harvest Recordings)
- Landscape of Bone [CD] (Three Lobed Recordings, 2006)
- Under Bent Limb Trees [2-CD Expanded Reissue] (Digitalis 2007)